# 猪又康夫
猪又康夫（いのまた やすお）は、岩手県釜石市出身の造園技師。
東京農業大学農学部造園学科卒（第5期、1961年〈昭和36年〉卒）。
アルゼンチン共和国のベレン・デ・エスコバール市在住。
1966年（昭和41年）にアルゼンチンに移住し、それ以来40年以上にわたり造園技師として現地で活動。特にパレルモのブエノスアイレス日本庭園設計や高速道路パナメリカーナと環状線道路ヘネラル・パス通り拡張工事に伴う巨木移植などで知られる。
エスコバール市で毎年9月から10月に行われる「全国花祭り Fiesta Nacional de la Flor」にも造園技師として装飾花壇設置に参加している。
元アルゼンチン岩手県人会会長。
2009年（平成21年）12月、東京農大卒業生を表彰する第10回「東京農大経営者大賞」（東京農大経営者フォーラム2009）で、「革新的なものづくりの技術、技能の創造を顕彰する趣旨」から同年新設された経営者技能賞を受賞。
2014年（平成26年）外務大臣表彰受賞。